# Alan D. Weinstein
Pour les articles homonymes, voir Weinstein.
Alan David Weinstein (né le 17 juin 1943 à New York) est un mathématicien américain qui travaille en géométrie différentielle, mécanique et géométrie symplectique.

## Carrière

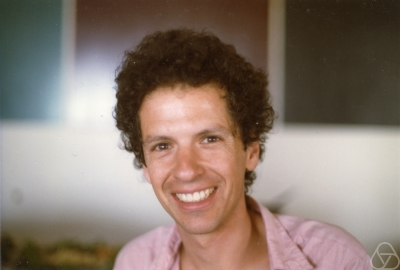
Alan Weinstein à Berkeley en 1985

Weinstein étudie au Massachusetts Institute of Technology (MIT) ; il obtient un bachelor en 1964 et un Ph. D. en 1967 sous la direction de Shiing-Shen Chern à l'université de Californie à Berkeley (titre de la thèse : The cut locus and conjugate locus of a Riemannian Manifold). Il est ensuite Moore instructor au MIT (1967) et en poste en 1968/69 à l'Institut für Mathematik de l'université rhénane Frédéric-Guillaume de Bonn. À partir de 1969, il est d'abord professeur assistant à Berkeley, et depuis 1976 professeur de mathématiques. En 1978/79 il est professeur invité à l'université Rice. Il a été directeur du département de mathématiques de Berkeley. Il est (en 2018) professeur émérite à la Graduate School.

## Recherche
D'après lui est nommée la conjecture de Weinstein de la géométrie de contact). Le théorème de Weinstein est un théorème élémentaire de la géométrie symplectique qui porte son nom.
Avec Jerrold Marsden, Weinstein a développé au début des années 1970 la théorie de réduction de systèmes mécaniques avec symétrie.
Parmi ses thésards, il y a notamment Viktor Ginzburg et Steven Zelditch.

## Honneurs
En 1978 Weinstein est conférencier invité au Congrès international des mathématiciens de Helsinki (titre de son exposé : Eigenvalues of the Laplacian plus a potential).
Il est Fellow de l'Académie américaine des arts et des sciences et de l'American Mathematical Society. De 1971 à 1973 il était Sloan Research Fellow.

## Publications
- Ana Cannas da Silva et Alan Weinstein, Geometric models of noncommutative algebras, American Mathematical Society, coll. « Berkeley Mathematics Lecture Notes », 1999 (lire en ligne).
- Sean Bates et Alan Weinstein, Lectures on the Geometry of Quantization, American Mathematical Society, coll. « Berkeley Mathematics Lecture Notes », 1997 (lire en ligne)
- Jerrold E. Marsden, Anthony J. Tromba et Alan Weinstein, Basic Multivariable Calculus, Freeman  et Springer-Verlag, 1993
- Jerrold E. Marsden et Alan Weinstein, Calculus I, II, III, Springer-Verlag, 1985 (lire en ligne)
- Jerrold E. Marsden et Alan Weinstein, Calculus Unlimited, Benjamin-Cummings, 1981